# 塔斯马尼亚葡萄酒
塔斯馬尼亞葡萄酒是指產於澳大利亞塔斯馬尼亞州的葡萄酒。因比其他澳大利亞的葡萄酒地區位於更南的緯度，塔斯馬尼亞州有一個清涼的氣候，並有潛力使葡萄酒口感截然不同。由於全球變暖產生了積極影響，塔斯馬尼亞葡萄酒業，讓大多數的葡萄，在過去幾年的酒 （截至2005年），以熟了充分和更加充滿活力的葡萄酒。